# Préméditation (film, 1960)
Pour les articles homonymes, voir Préméditation.
Préméditation est un film dramatique policier et sentimental français réalisé par André Berthomieu, sorti en 1960.

## Fiche technique
- Réalisation : André Berthomieu
- Scénario et dialogues : André Berthomieu, Frédéric Dard, d'après le roman Toi qui vivais de Frédéric Dard
- Images : Pierre Petit
- Musique : Georges Van Parys
- Décors : Raymond Nègre
- Affiche : Gilbert Allard (France)

## Distribution
- Jean-Claude Pascal : Bernard Sommet, l'accusé qui affirme avoir commis un crime passionnel en tuant sa femme et son amant
- Jean Desailly : le juge Lenoir, qui ne croit pas à la thèse du crime passionnel
- Pascale Roberts : Maître Sylvie Foucot, l'avocate de Bernard, qui tombe amoureuse de lui
- Jacques Dufilho : Martinot
- Jacqueline Porel : Madame Lenoir
- Denise Vernac : Madame Foucot
- Charles Bouillaud : le gardien
- Robert Le Béal : le substitut
- Duong Van De : Li
- Caroline Saint : Marie-Claire
- Henri Coutet
- Georges Hubert
- Marcel Loche